# Note e Anote
Note e Anote foi um programa de variedades exibido pela Rede Record entre 1993 e 2005, voltado predominantemente às donas de casa, com a apresentação de atividades típicas do ambiente doméstico, como culinária e artesanato.

## História
O programa estreou em 22 de março de 1993, com a apresentação de Ana Maria Braga, sendo o seu primeiro programa destinado ao público feminino, e substiuindo o Diário da Mulher, apresentando pela jornalista Beth Russo e Nancy Gil, filha do apresentador Raul Gil. O programa inicialmente tinha "culinária" como primeiro bloco e ia ao ar indo ao ar entre 10h e 13h. Ana pediu para que fosse contratada em regime de sociedade, ou seja, não tendo um salário fixo, dividindo as despesas, mas também os lucros que o programa tivesse com publicidade igualmente.
Em 1996, o programa mudou para o horário das 13h às 18h, quando atingiu sua fase de maior sucesso, disputando o primeiro lugar com a Rede Globo e se tornando o programa com maior número de anunciantes na televisão naquele ano. Em abril de 1999, incomodada com a repercussão do programa, a Rede Globo contratou Ana Maria Braga por um salário três vezes maior do que a apresentadora faturava como sócia. Além disso, na época Ana estava incomodada com o diretor José Paulo Valone, cujo não havia repassado todos os valores das 150 mil fitas vendidas com as receitas do programa.
Cátia Fonseca assumiu o programa logo após e, meses depois, passou a também dividir a direção deste. Em setembro de 2000, no entanto, Cátia é substituída sem maiores prévios avisos por Claudete Troiano. Na época, Cátia explicou para a revista Isto É Gente que Claudete Troiano havia arquitetado para tomar seu posto: "Não usaria os meios que ela usou. Soube que ela pediu para um diretor dizer aos executivos da emissora que era mais em conta e aceitava ganhar metade do que eu". Em 2002, o programa retornou às manhãs e Claudete permaneceu no programa até seu fim, em 19 de agosto de 2005, quando saiu do ar para dar lugar à revista eletrônica Hoje em Dia. Após o fim do programa, Claudete migrou para a Rede Bandeirantes.

## Quadros
- Brincadeira das Carinhas
- Camarote Note e Anote
- E Se Fosse Você?
- Faça Você Mesmo
- Inspetor Note e Anote
- Pescaria Note e Anote
- Pet Shop
- Plantão Note e Anote
- Receitas de Rua
- Roda de Amigas
- SOS Beleza
- Viver Light

## Culinaristas
Dentre os culinaristas que passaram pelo programa estão Palmirinha Onofre, que foi lançada por Ana Maria Braga na TV e Edu Guedes. Pâmela e Priscila ajudavam a apresentadora Cátia Fonseca com receitas variadas.

## Revista Note e Anote
Foi uma revista inspirada no Note e Anote, que foi lançada em dezembro de 2001, já sob a apresentação de Claudete Troiano, uma parceria entre a Editora Três e a Rede Record. Seguia a linha do programa dedicando-se ao público feminino. Com o fim do programa, a revista foi tirada de circulação.